# Vendres
Vendres is een gemeente in het Franse departement Hérault (regio Occitanie). De plaats maakt deel uit van het arrondissement Béziers. Vendres telde op 1 januari 2022 2.671 inwoners.

## Geografie
De oppervlakte van Vendres bedroeg op 1 januari 2022 37,8 vierkante kilometer; de bevolkingsdichtheid was toen 70,7 inwoners per km².

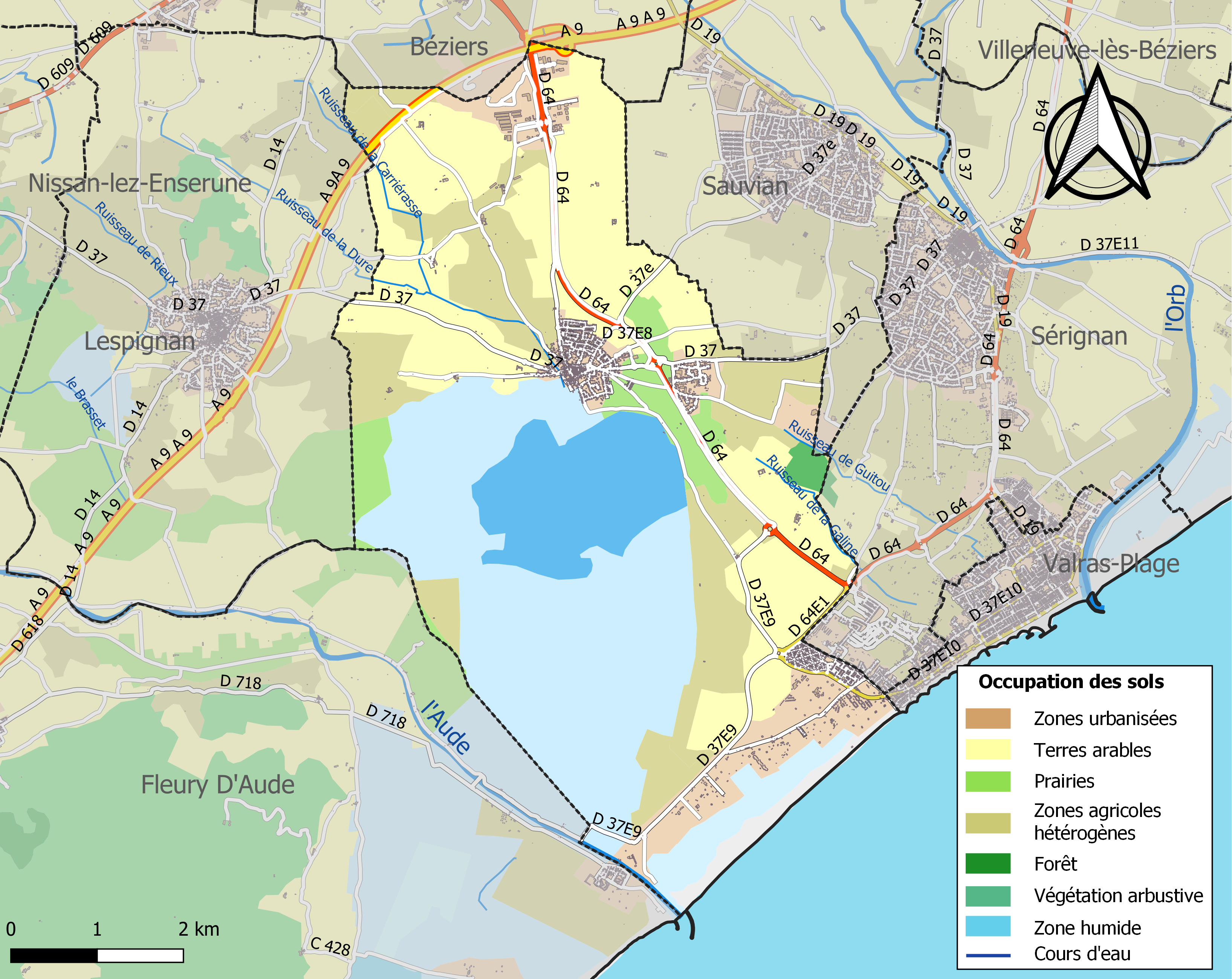
Kaart van de gemeente met belangrijkste infrastructuur, bodemgebruik en omliggende gemeenten

## Demografie
Onderstaande figuur toont het verloop van het inwonertal (bron: INSEE-tellingen).